# Heinersdorfer Wasser
Das Heinersdorfer Wasser (polnisch Miłoszowski Potok, früher Czarny Strumień; tschechisch Jindřichovický potok, auch Dětřichovický potok) ist ein linker Nebenfluss des Queis (Kwisa) in Tschechien und Polen.

## Verlauf
Der Jindřichovický potok entspringt im tschechischen Isergebirgsvorland (Frýdlantská pahorkatina) am Nordhang des Andělský vrch (Schöbicht, 572 m). Sein Lauf führt zunächst nach Norden durch Dětřichovec (Dittersbächel), danach ändert der Bach seine Richtung nach Westen und fließt am nördlichen Fuße des Jindřichovický hřeben (Heinersdorfer Rücken) durch Jindřichovice pod Smrkem. Dort wendet sich der Jindřichovický potok im Unterdorf unweit des Žijící skanzen (Museums des bäuerlichen Lebens) wieder nach Norden. Ab dem Hraniční vrch (Grenzberg, 413 m) bildet der Jindřichovický potok / Miłoszowski Potok auf einer Länge von zwei Kilometern die Grenze zwischen Polen und Tschechien, linksseitig des Baches liegt das Dorf Srbská. Danach fließt der Bach ganz durch polnisches Gebiet, wo sich entlang seines Mittellaufes das Waldhufendorf Miłoszów (Hartmannsdorf) erstreckt. Sein Unterlauf führt westlich an Leśna (Marklissa) vorbei und weiter durch Smolnik (Schadewalde). Am Schloss Smolnik mündet der Miłoszowski Potok linksseitig in den Queis.
Der tschechische Anteil hat eine Länge von 11,8 Kilometer, der polnische Anteil eine Länge von ca. 5 Kilometern. Die Gesamtlänge beträgt nach polnischen Angaben lediglich 12,79 km und mit dem Einzugsgebiet 14,07 km². Der Bach besitzt ein Einzugsgebiet von 41,1 km², davon entfallen 31,1 km² auf Tschechien. Die Abflussmenge an der tschechisch-polnischen Grenze liegt bei 290 l/s.
Östlich von Jindřichovice pod Smrkem führte bis 1946 die Bahnstrecke Heinersdorf-Wigandsthal durch das Tal des Baches.

## Zuflüsse
- Bleskový potok (Blitzerbach), (r), am Hraniční vrch
- Srbská (Wünschendorfer Wasser), (b), bei Srbská